# Oecobius eberhardi
Espèce
Oecobius eberhardi est une espèce d'araignées aranéomorphes de la famille des Oecobiidae.

## Distribution
Cette espèce est endémique de la province de Guanacaste au Costa Rica,.

## Description
Le mâle holotype mesure 1,7 mm et la femelle paratype 1,8 mm.

## Étymologie
Cette espèce est nommée en l'honneur de William G. Eberhard.

## Publication originale
- Santos & Gonzaga, 2008 : Two new Neotropical spiders of the genera Oecobius and Platoecobius (Araneae: Oecobiidae). Zootaxa, no 1786, p. 61-68.